# Jack Wilson (boxe anglaise)
Jack Wilson est un boxeur américain né le 17 janvier 1918 à Spencer (Caroline du Nord) et mort le 10 mars 1956 à Cleveland (Ohio).

## Biographie
Champion des États-Unis amateur dans la catégorie des poids mouches en 1936, il remporte la même année la médaille d'argent olympique des poids coqs aux Jeux de Berlin en étant battu en finale par l'italien Ulderico Sergo. Cette défaite sera la seule de sa carrière de boxeur amateur en 51 combats.
Wilson passe ensuite professionnel mais ne rencontre pas le même succès. Il ne remportera que le titre de champion de l'état de Californie des poids welters et s'inclinera notamment contre Jake LaMotta et Sugar Ray Robinson en 1943 et 1947. Son palmarès de boxeur professionnel entamé en 1936 et terminé en 1949 est de 63 victoires, 19 défaites et 6 matchs nuls.